# Pont Marie
Pour la station de métro, voir Pont Marie (métro de Paris).
Pour les articles homonymes, voir Marie.
Le pont Marie est un pont franchissant la Seine à Paris, en France. Il relie l'île Saint-Louis au quai de l'Hôtel-de-Ville, dans le 4e arrondissement.
Le pont Marie fait l’objet d’un classement au titre des monuments historiques depuis le 10 février 1887.

## Situation et accès
Ce site est desservi par la station de métro Pont Marie.

## Caractéristiques
- Les cinq arches qui le composent sont différentes.
- Le pont Marie constitue le point kilométrique 0 pour la partie de la Seine située en aval du pont (la partie en amont ayant son point kilométrique 0 à Marcilly-sur-Seine)[2].

- Dimensions :
  - longueur totale : 92 m environ entre culées ;
  - largeur de la poutre du tablier 22,60 m : chaussée 14,60 m ; deux trottoirs de 4 m.

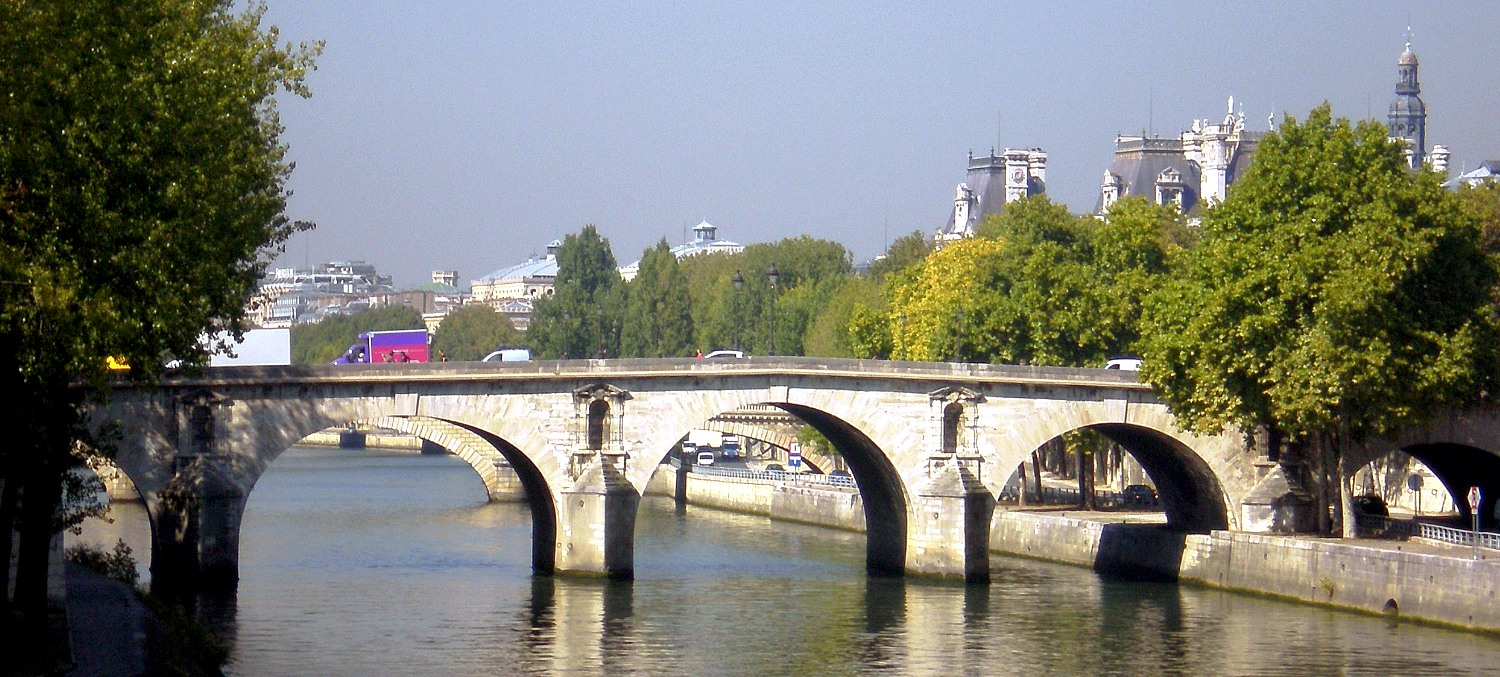
Pont Marie, vu de l’amont.
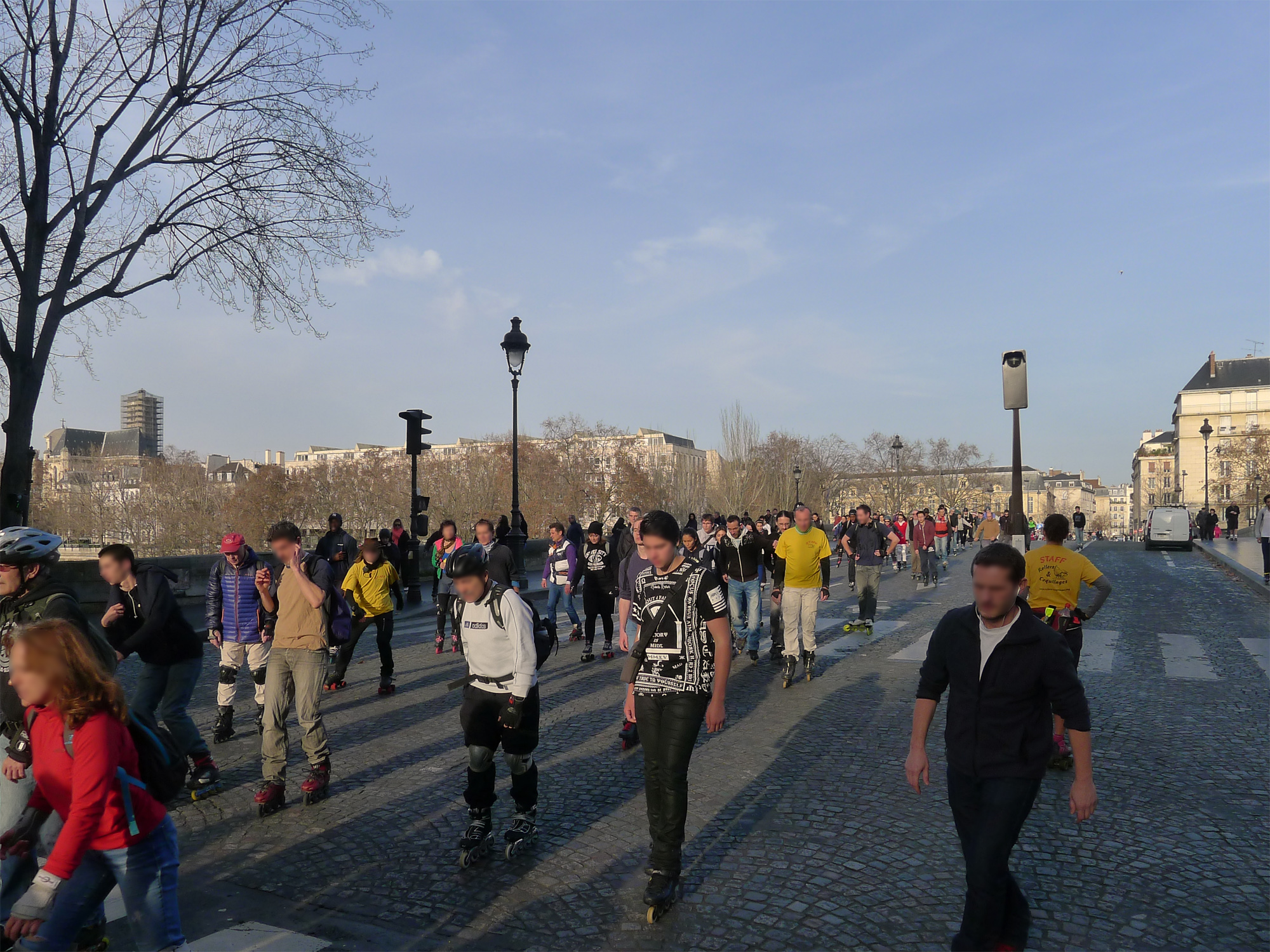
Sur le pont : passage de la promenade dominicale en rollers.

- Dispositif constructif : pont en maçonnerie comportant 5 arches, d'ouverture variant entre 14 et 18 m. Piles et culées en maçonnerie, fondées sur pieux en bois avant et arrière-becs en dièdre.
- Décoration : les avant-becs sont surmontés de niches, toujours restées vides de statues.

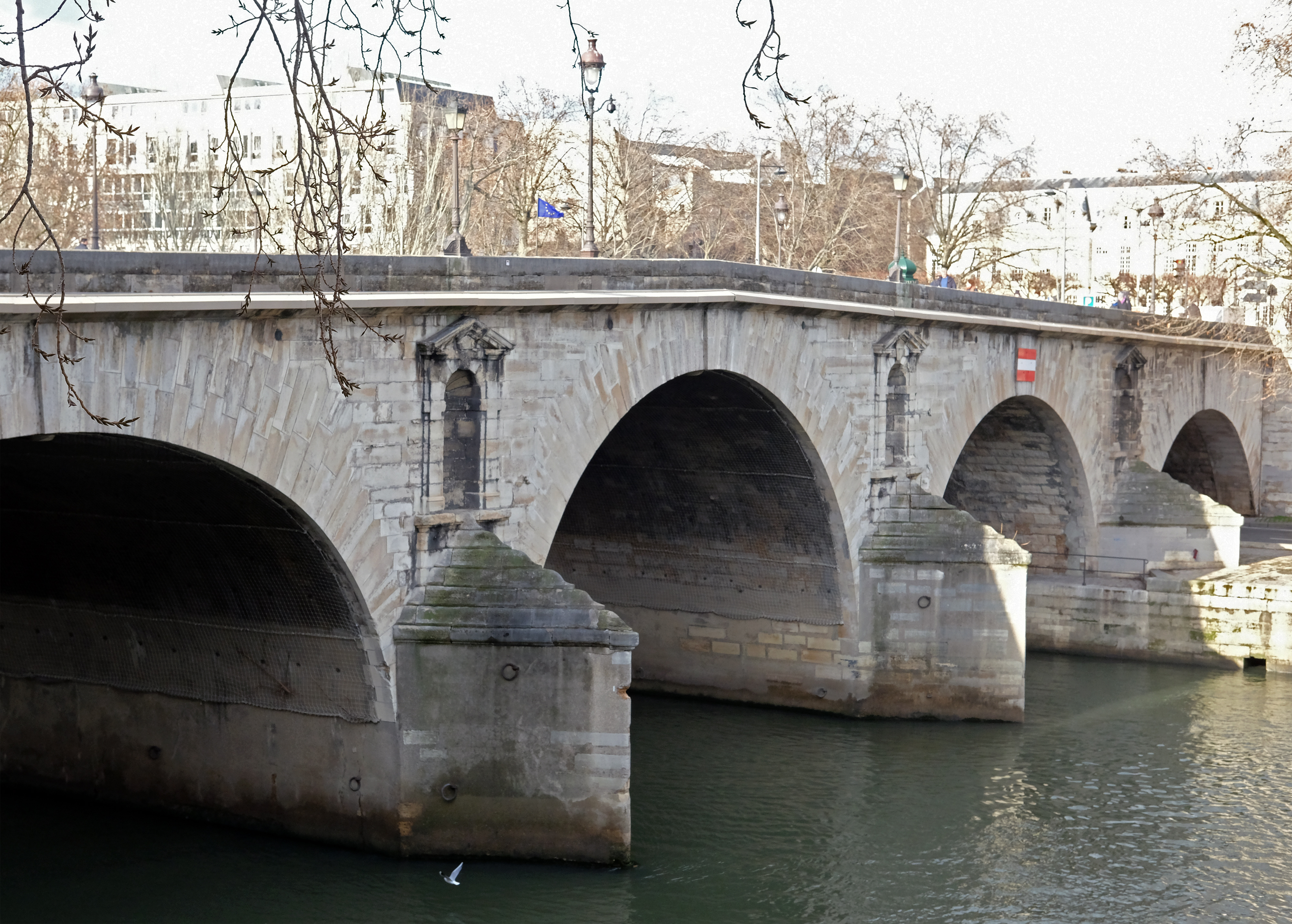
Piles et culées.
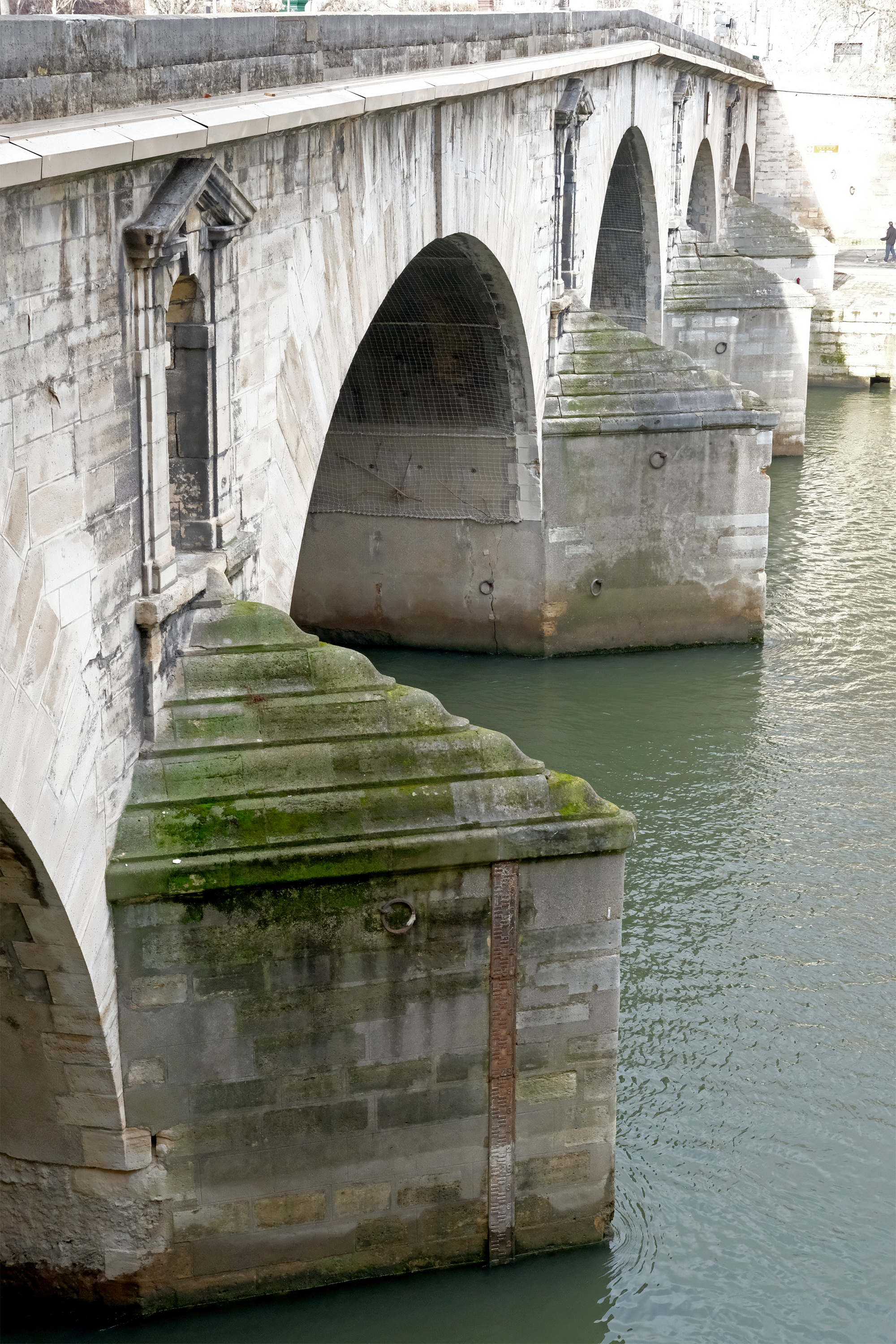
Avant-becs et niches.

## Origine du nom
Le pont Marie doit son nom à l'ingénieur-entrepreneur Christophe Marie. Cet édifice date du XVIIe siècle, ce qui en fait l'un des plus anciens ponts de Paris.

## Historique

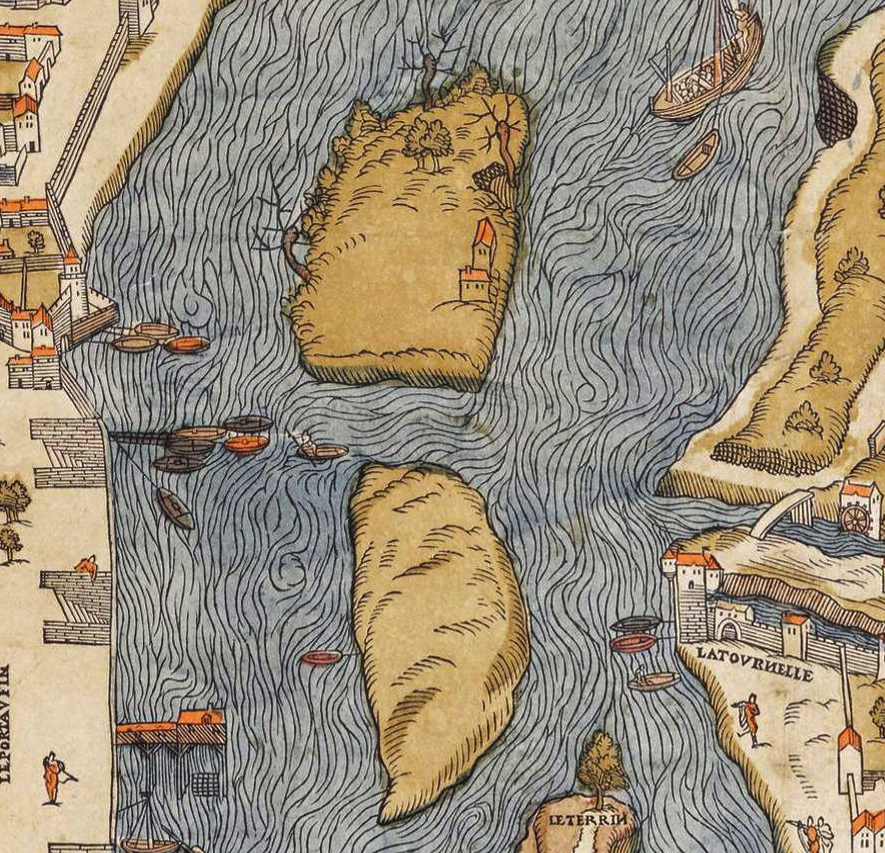
L'île aux Vaches et l'île Notre-Dame (Paris) sur le plan de Truschet et Hoyau (1550).

En 1577, le président aux Comptes et le prévôt des marchands ont l'idée de construire un pont pour relier l'île Notre-Dame et l'île aux Vaches, à l'initiative de Christophe Marie. Celui-ci propose au roi de construire un pont en bois en 1608 pour relier le quai Saint-Paul à celui de la Tournelle. Le pont a pour but d'urbaniser l'île Saint-Louis constituée en réunissant deux îles appartenant au chapitre de la cathédrale Notre-Dame. Christophe Marie propose un pont unique en bois pour piétons.
Dès 1611, le Bureau de la ville intervient et fait évoluer le projet en deux ouvrages carrossables en pierre, le pont Marie et le pont des Tournelles.
Le premier contrat est passé avec Christophe Marie le 19 avril 1614 dans lequel il s'oblige à remplir le canal séparant les deux îles, de construire des quais revêtus de pierre de taille autour des îles, d'y bâtir des maisons , d'y faire des rues larges de 4 toises et d'un pont reliant la ville à l'île, face à la rue des Nonnains-d'Hyères. La première pierre est posée le 11 octobre 1614, le prévôt des marchands est alors Robert Miron. Le chapitre de la cathédrale se plaint de la faiblesse des indemnités qui lui sont payées pour le rachat des îles entraînant des arrêts du chantier.
En 1623, Christophe Marie est dépossédé du chantier, au profit de Jean de la Grange, secrétaire du roi. Avec ses associés, Marie récupère le chantier en 1627. Le pont est terminé en 1635. Il est alors ouvert à la circulation.
En 1643, des maisons sont construites sur le pont Marie par le charpentier Claude Dublet, 25 de chaque côté du pont et 36 sur le quai en rive droite, en amont et en aval du pont, de part et d'autre de la rue des Nonnains-d'Hyères, deux ailes, quai Saint-Paul, vers l'est, quai des Ormes à l'ouest. Chaque maison sur le pont a 2 toises (environ 4 mètres) de largeur et 4 toises de profondeur. Elle est composée d'une boutique, d'un entresol et de trois étages.
Le pont est réalisé pour suivre l'urbanisation de l'île Saint-Louis. Le lotissement de l'île Saint-Louis est continué par le sieur Hébert à partir de 1643.
L'aspect du pont au XVIIe siècle est connu grâce aux contrats passés, le premier, le 19 avril 1614 avec Christophe Marie, le second, en 1623 avec Jean de la Grange. Les piles, les têtes des arcades, la corniche au niveau du couronnement des arches sont réalisées en pierre de Cliquard, pour le reste, en quartier de Verselay.
Le 1er mars 1658, la Seine en crue faillit emporter le pont. Le commissaire Nicolas de La Mare a écrit dans son Traité de police qu'une pile, deux arches et une partie de la troisième ont été emportées ainsi que les maisons qu'elle supportaient (55 personnes sont tuées) : les deux arches sud avec les 20 maisons qui les surmontent. En 1660, un pont de bois rétablit la circulation.
La construction en pierre ne commence qu'en 1667 par l'entrepreneur Pierre Thévenot, après l'intervention de Colbert. Les maisons ne sont pas reconstruites. Germain Brice écrit dans sa Nouvelle description de la Ville de Paris (1725) : « Ce funeste exemple devrait bien engager les Magistrats à faire raser toutes les maisons qui sont sur les ponts de cette Ville, laquelle d'ailleurs en recevrait de très grands avantages, et aurait infiniment plus de beauté, à cause des vues qui s'étendraient sur la rivière sans aucune interruption, depuis l'extrémité de la Ville jusqu'à l'autre. »
En 1718, on a construit des parapets. Nouvelle inondation en 1740, on craint un autre effondrement, les boutiques sont fermées, le Saint-Sacrement est apporté, finalement les habitants des maisons sont délogés. En 1741, par crainte d'un nouvel effondrement, la Ville de Paris a racheté les maisons le long du quai Saint-Paul. En 1742, il ne reste plus que des maisons sur un tiers du pont et le long du quai des Ormes.
À partir de 1726, l'île Notre-Dame va prendre le nom d'« île Saint-Louis ».
En 1769, toute construction de maison sur les ponts est interdite. L'édit du 7 septembre 1786 ordonne la démolition des maisons sur les ponts de Paris. Le Bureau de la Ville doit mettre en adjudication les matériaux tirés de ces démolitions. Pour le pont Marie, une affiche du 8 mai 1789 annonce l'adjudication définitive des blocs pour le 29 mai. L'adjudication est remportée par Jean Nicolas Goujon. Jacques-Antoine Dulaure écrit qu'« à la fin de l'an 1788, et au commencement de 1789, le pont fut entièrement débarrassé de maisons. On les remplaça par des trottoirs commodes ; la route fut élargie, la pente adoucie, et la vue, dans cette partie de Paris, ne fut plus arrêtée par le spectacle des vieilles maisons suspendues sur le cours de la rivière ».
Le pont est restauré au XIXe siècle. On fait un état de la structure en 1833. Une restauration générale est entreprise en 1850. On répare la dégradation des pierres et on adoucit les pentes pour la circulation. Un décompte des ouvrages exécutés est fait le 31 juillet 1852.

Pont Marie au XIXe siècle
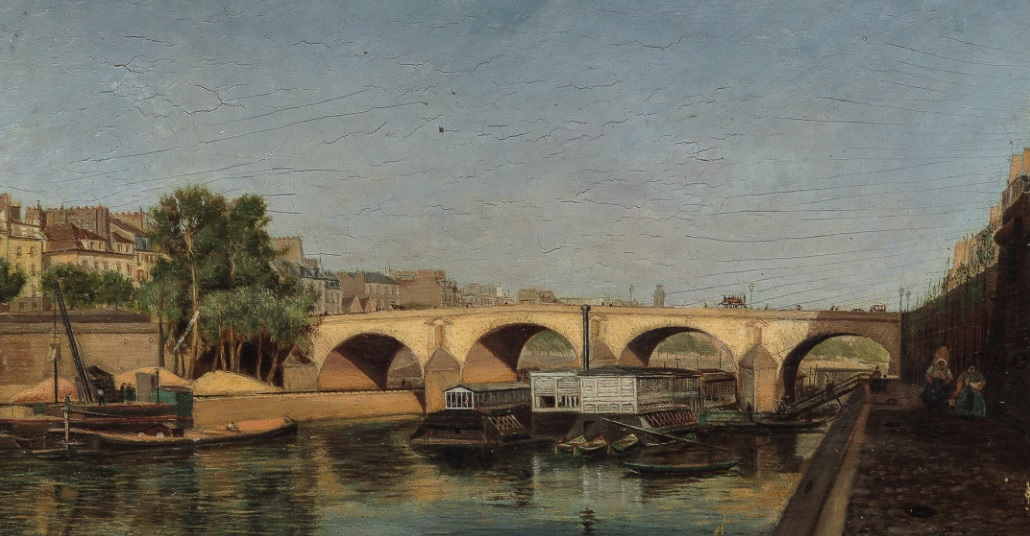
Anthelme Trimolet, vers 1830 Le pont Marie coll. particulière.
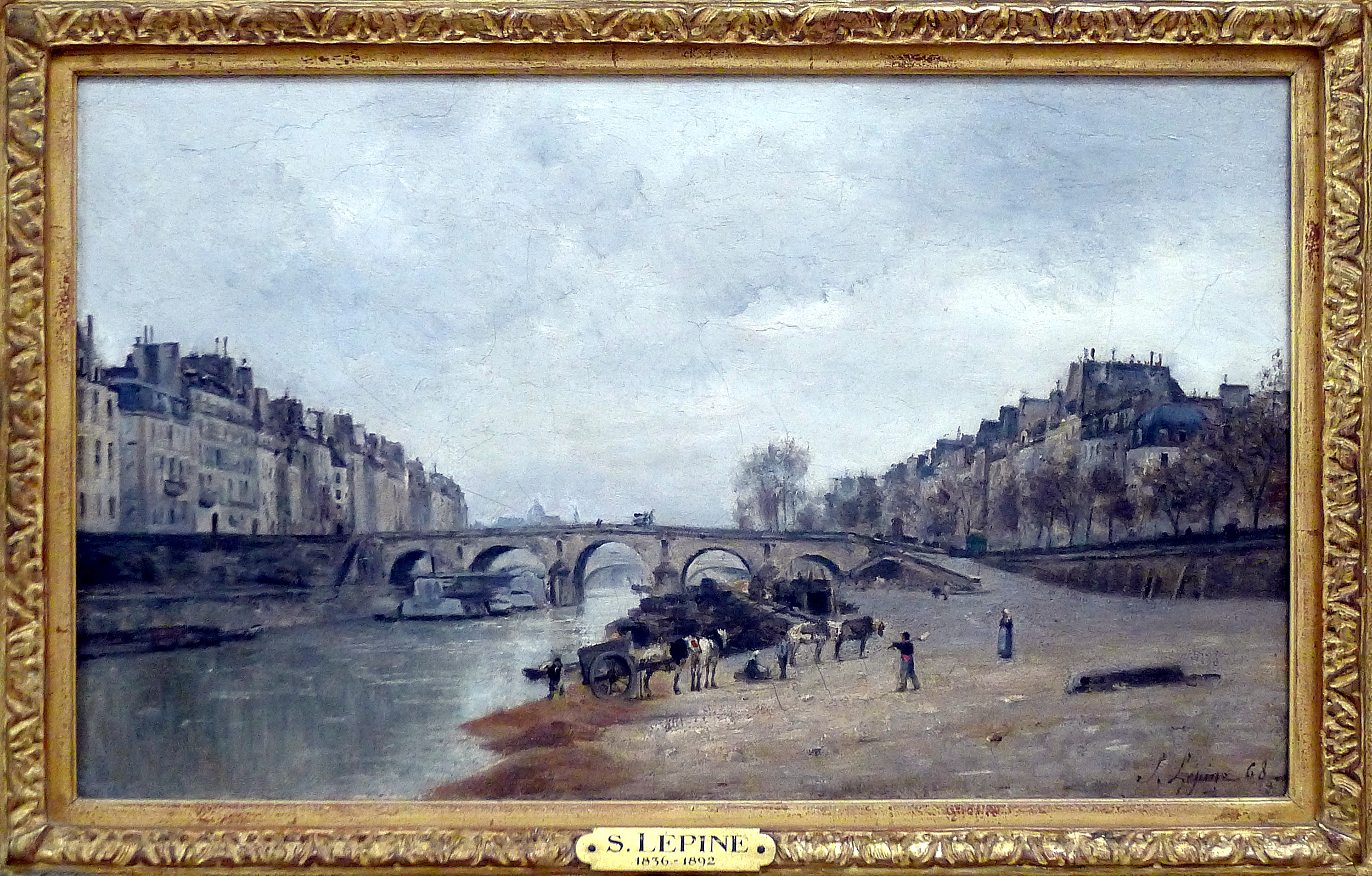
Stanislas Lépine, 1868 Quai de Seine, Pont Marie, à Paris musée d'Orsay.
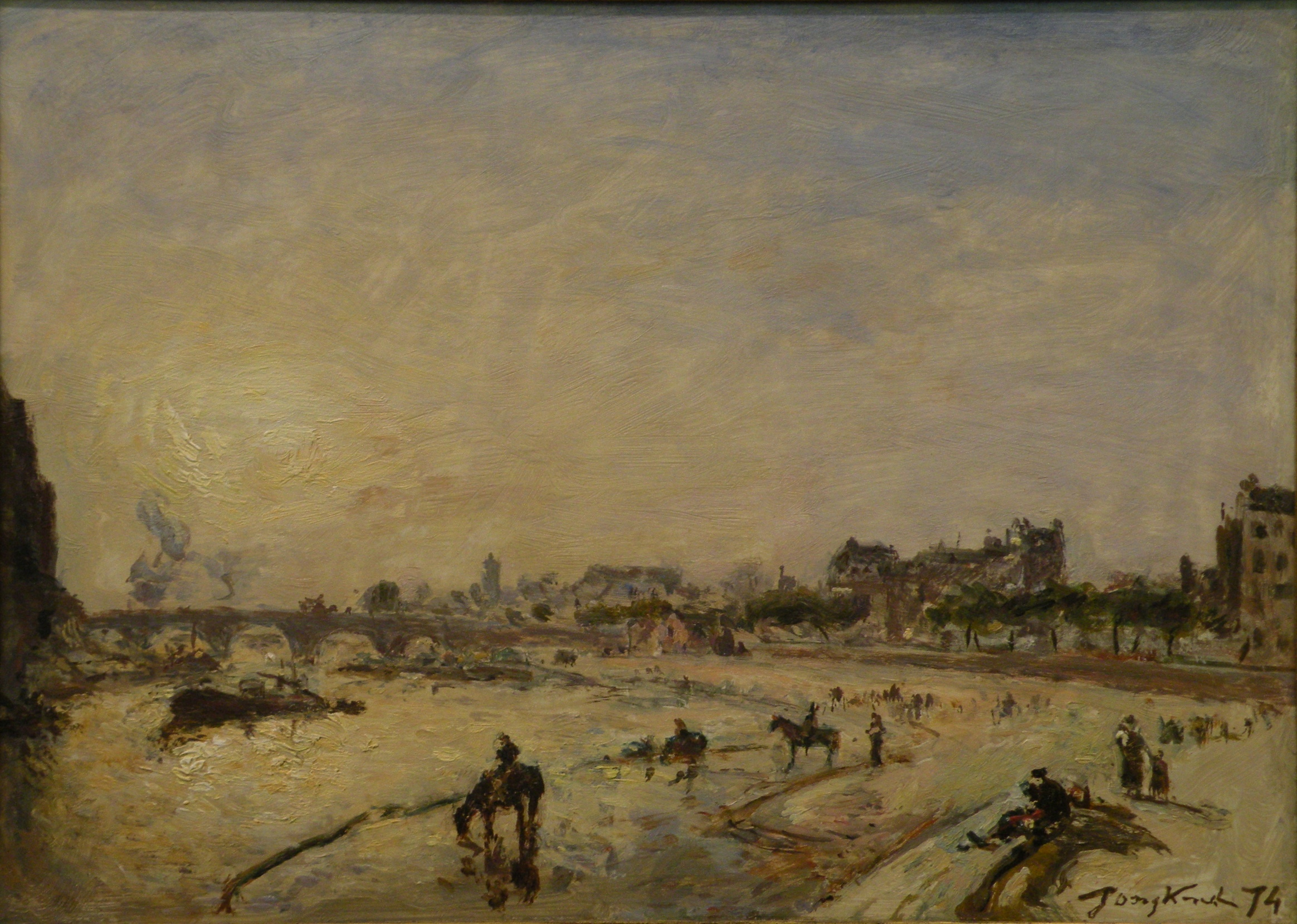
Johan Barthold Jongkind, 1874 Paris, le pont Marie et le quai des Célestins Musée d'art moderne André-Malraux, Le Havre.

Le pont est classé au titre des monuments historiques en 1887 par le ministère de l'Instruction publique. On construit un égout en 1888. Le système d'éclairage est modifié en 1928. Pour améliorer le passage des bateaux, la passe no 2 est draguée. Une signalisation automatique est installée en 1936. Une restauration par remplacement des pierres est faite en 1942.
Un projet pour le remplacement du pont du XVIIe siècle par un pont moderne est présenté en 1945 en ne conservant que l'arche no 5.
La création de la voie express rive droite, en 1966, entraîne la reprise intégrale des parements de l'arche no 5. En 1969 et 1973, les arches nos 1 à 4 sont partiellement restaurées. En 1977, des injections de ciment bentonite sont faites à l'intérieur de la maçonnerie. En 1996 a lieu la restauration de l'étanchéité des trottoirs.

## Iconographie
Le musée Carnavalet conserve un tableau du peintre hyperréaliste italien Paolo Intini représentant le pont Marie.